# Barbara Szpyt
Barbara Franciszka Szpyt, z d. Czeczótka (ur. 10 października 1929 w Limanowej, zm. 31 października 2014 w Krakowie) – polska siatkarka, medalista mistrzostw świata, mistrzostw Europy i mistrzostw Polski.

## Życiorys
W czasie studiów w Akademii Handlowej w Krakowie była zawodniczką AZS Kraków, w 1952 została zawodniczką Wisły Kraków. Z Wisłą wywalczyła mistrzostwo Polski w 1959, wicemistrzostwo Polski w 1958 i 1960 oraz brązowe medale mistrzostw Polski w 1955, 1956, 1961, 1962 i 1963.
W reprezentacji Polski debiutowała 19 września 1954 w towarzyskim spotkaniu z Czechosłowacją. Dwukrotnie zdobyła brązowy medal mistrzostw świata (1956, 1962), dwukrotnie brązowy medal mistrzostw Europy (1955, 1958). Ponadto na mistrzostwach świata w 1960 zajęła z drużyną czwarte miejsce. Ostatni raz w biało-czerwonych barwach wystąpiła 25 października 1962 w meczu mistrzostw świata z NRD. Łącznie w I reprezentacji Polski zagrała w 91 spotkaniach.
Jej mężem od 1955 był trener Zbigniew Szpyt.